# Кітакамі (крейсер)
Кітакамі (яп. 北上, Kitakami) – легкий крейсер Імперського флоту Японії, який взяв участь у Другій світовій війні. 

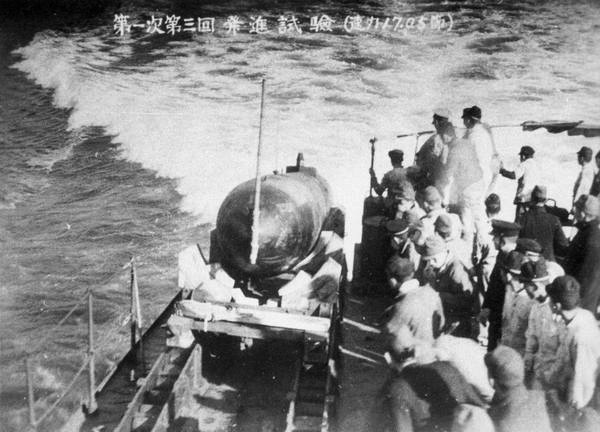
Тестовий спуск кайтену з борту "Кітакамі"

3 листопада 1922-го під час навчань біля східного узбережжя Хонсю Кітакамі здійснював буксирування мішені та був випадково уражений 155-мм снарядом з лінкора «Ямасіро», загинув один член екіпажу.
20 жовтня 1930-го так само біля східного узбережжя Хонсю Кітакамі був протаранений легким крейсером «Абукума», втім, як не дивно, «Абукума» зазнав важчих ушкоджень – він втратив носову частину, тоді як Кітакама мав лише обмежені пошкодження.
19 січня 1941-го під час навчань поблизу острова Сікоку Кітакамі зіткнувся з есмінцем «Югірі», при цьому обидва кораблі зазнали тільки незначних пошкоджень.
З 25 серпня по 30 вересня 1941-го Кітакамі пройшов у Сасебо (обернене до Східнокитайського моря узбережжя острова Кюсю) переобладнання у крейсер з підсиленим торпедним озброєнням та отримав 10 чотиритрубних 610-мм торпедних апаратів. При цьому кількість гармат головного калібру зменшили з семи до чотирьох, а дві застарілі 80-мм зенітні гармати замінили на дві строєні установки 25-мм автоматів.
20 листопада 1941-го Кітакамі включили до 9-ї дивізії крейсерів, при цьому навіть з початком бойових дій корабель певний час залишався у Японії та провадив навчання у Внутрішньому Японському морі. 16—22 січня 1942-го крейсер ескортував транспорти з Куре до Мако (важлива база ВМФ на Пескадорських островах у південній частині Тайванської протоки). 1—4 лютого Кітакамі здійснив зворотний перехід до Японії, де продовжив тренування. З 20 квітня по 3 травня крейсер пройшов короткочасний ремонт у Сасебо.
29 травня 1942-го Кітакамі вийшов у море в межах Мідвейсько-Алеутської операції. Разом з іншим легким крейсером "Оі" та 11 есмінцями він охороняв загін адмірала Такасу Сіро, який мав 4 лінкори та повинен був забезпечувати прикриття операцій на Алеутах. Певний час угруповання Сіро рухалось разом із головними силами адмірала Ямамото, а вранці 4 червня відокремилось та попрямувало до визначеного йому району. Оскільки американці не задіяли сили надводні кораблі для протидії висадці японців на заході Алеутського архіпелагу, загін Сіро так і не вступив у бій, а 17 червня прибув до Японії.
З 9 по 24 липня Кітакамі ремонтувався у Куре, після чого до початку вересня пройшов певну модернізацію із наданням функції швидкісного транспорту. З корабля зняли чотири торпедні апарати та додали чотири десантні баржі «Дайхацу». Також підсилили зенітне озброєння за рахунок встановлення двох строєних установок 25-мм автоматів. Тим часом 7 серпня 1942-го союзники висадились на сході Соломонових островів, що започаткувало шестимісячну битву за Гуадалканал та змусило японське командування перекидати сюди підкріплення. 12 вересня Кітакамі та інший крейсер 9-ї дивізії вийшли з Йокосуки, маючи на борту бійців 4-го батальйону морської піхоти ВМБ Майдзуру. 17 вересня кораблі прибули на атол Трук у центральній частині Каролінських островів (тут ще до війни створили потужну базу японського ВМФ, з якої до лютого 1944-го провадились операції у цілому ряді архіпелагів). 4—6 жовтня Кітакамі пройшов з Труку до якірної стоянки Шортленд (прикрита групою невеликих островів Шортленд акваторія біля південного завершення острова Бугенвіль, де зазвичай відстоювались бойові кораблі та перевалювались вантажі для подальшої відправки далі на схід Соломонових островів). Вивантаживши війська, крейсер попрямував назад та 9 жовтня був на Труці.
21 листопада 1942-го 9-ту дивізію розформували і підпорядкували Кітакамі та Оі напряму командуванню флотом. Того ж дня крейсери вирушили з Трука та 26 листопада прибули до Маніли, де прийняли на борт війська. 27 листопада – 3 грудня вони пройшли до Рабаула — головної передової бази в архіпелазі Бісмарка, з якої здійснювались операції на Соломонових островах та сході Нової Гвінеї. 4 грудня кораблі вийшли в море та за кілька діб досягли Труку. 19—24 грудня Кітакамі прямував до Сасебо, де пройшов короткочасний доковий ремонт.
4 січня 1943-го Кітакамі вийшов з Сасебо, у корейскому порті Чінкай зустрівся з «Оі», після чого ці кораблі перейшли 7 січня до іншого корейського порту Пусан. 9 січня вони вийшли звідси разом з двома транспортами як перший ешелон конвою «Хей № 1 Го», проведення якого відбувалось в межах операції «Хей Го», яка мала за мету підсилення гарнізонів на північному узбережжі Нової Гвінеї. 14—16 січня загін провів на Палау (важливий транспортний хаб на заході Каролінських островів), а 19 січня прибув до Веваку, який мав стати головною базою на Новій Гвінеї. 20—23 січня загін пройшов назад на Палау, а вже 31 січня був у китайському порту Ціндао. Тут кораблі прийняли на борт війська та 4 лютого вийшли в море як перший ешелон конвою «Хей № 3 Го». 10—17 лютого він перебував на Палау, а 20 лютого прибув до Веваку. Розвантажившись, загін 21 лютого рушив назад на Палау, куди прибув 24 числа.
28 лютого – 3 березня 1943-го Кітакамі та Оі пройшли на Трук. 15 березня ухвалили рішення про їх підпорядкування Флоту південно-західної зони і 20—29 лютого крейсери перейшли до Сурабаї (східна частина острова Яв). 3 квітня Кітакамі та Оі вирушили з військами та припасами на борту до Каймана  (південно-західне узбережжя Нової Гвінеї), куди прибули 7 квітня, а 12 числа повернулись до Сурабаї. 19 квітня крейсери вийшли звідси у другий транспортний рейс до Нової Гвінеї, проте спершу 20—24 числа побували у Макассарі (південно-західний півострів острова Целебес), а 27 квітня були у Каймана. 2 травня загін повернувся у Сурабаю, а 7 травня розпочав третій транспортний рейс. 11 травня крейсери вивантажили частину військ та припасів на острові Амбон, 12 числа розвантажились у Каймана, а вже 15 травня були у Макассарі.
Далі Кітакамі більш як рік залишався в Південно-Східній Азії, де відвідав (деякі не по одному разу), Сурабаю, Макассар, Балікпапан (центр нафтовидобутку на східному узбережжі острова Борнео), Сінгапур, Нікобарські острова, Пенанг (на західному узбережжі півострова Малакка), якірну стоянку Лінгга (поблизу Сінгапура).
23 червня 1943-го під час перебування у Макассарі Кітакамі та ще 3 легкі крейсери були атаковані ворожими бомбардувальниками, проте отримали лише незначні пошкодження від близьких розривів.
З 1 липня 1943-го Кітакамі включили до 16-ї дивізії крейсерів.
З 10 по 24 серпня 1943-го крейсер пройшов ремонт у Сінгапурі, а 30 серпня разом з Оі вийшов для доставки підкріплень на Нікобарські острова, де кораблі побували 2—3 вересня, після чого 4 вересня прибули до Пенангу, а потім рушили далі. 20 жовтня Кітакамі та Оі знову були в Пенанзі, де узяли на борт війська та 22 жовтня висадили їх у Порт-Блер (Андаманські острови). 22—25 жовтня кораблі пройшли до Сінгапура. Тут вони знову узяли військовослужбовців та 31 жовтня розвантажились у Порт-Блер, а 2 листопада були вже у Пенанзі.
З 16 по 23 грудня 1943-го Кітакамі пройшов черговий ремонт у Сінгапурі, а 23—25 січня 1944-го разом зі ще 2 легкими та 1 важким крейсером у супроводі есмінця здійснив рейс для доставки військ до Порт-Блер на Андаманських островах. 27 січня на підході до Пенангу Кітакамі був уражений двома торпедами з британського підводного човна HMS Templar, загинуло 12 моряків. Інший легкий крейсер «Кіну» довів Кітакамі буксири до Ангса-Бей (західне узбережжя півострова Малакка), де провели аварійний ремонт. З 30 січня по 1 лютого "Кіну" провів «Кітакамі» на буксирі з Агса-Бей до Сінгапура, при цьому на першому етапі переходу їх супроводжував один есмінець, а на завершальному приєднався і другий.
У Сінгапурі Кітакамі проходив ремонт до 21 червня 1944-го, а 2 липня рушив звідси у супроводі двох есмінців (які одночасно ескортували танкер). На переході знову розпочалось надходження води у корпус, тому після прибуття 9 липня до Маніли крейсер відправили для ремонту на корабельні у Кавіте (південне узбережжя Манільської затоки). Ремонт тривав до 6 серпня, а 8 серпня Кітакамі вийшов у напрямку Японії, при цьому в якийсь момент приєднався до конвою HI-70. 14 серпня 1944-го крейсер прибув у Сасебо, де проходив відновлення до 20 січня 1945-го. 
Під час ремонту у Сасебо Кітакамі перетворили на носій людино-торпед «кайтен», яких він міг прийняти вісім одиниць. Для їх спуску на кораблі встановили кран, знятий з гідроавіаносця «Тітосе» під час конверсії останнього у легкий авіаносець. Всі гармати головного калібру були демонтовані, зате суттєво підсилили зенітне озброєння за рахунок двох 127-мм гармат та дванадцяти строєних і тридцяти одного одинарного 25-мм автоматів. По завершенні модернізації Кітакамі розпочав тренування з «кайтенами», проте нестача пального стримувала ці операції. Можливо також відзначити, що з 15 листопада 1944-го Кітакамі вважався у прямому підпорядкуванні командування флоту.
У липні 1945-го на кораблі встановили ще двадцять сім одинарних 25-мм зенітних автоматів.
Тим часом навіть порти Внутрішнього Японського моря стали ціллю для ударів ворожої авіації. 24 липня 1945-го під час атаки на район Куре Кітакамі отримав певні пошкодження від обстрілу та близьких вибухів бомб, загинуло 32 члени екіпажу.
Крейсер дочекався капітуляції Японії, а 30 листопада 1945-го був виключений зі списків флота. Кітакамі підпорядкували інституції, яка займалась вивозом до Японії військовослужбовців та цивільного населення з окупованих територій. Втім, сам Кітакамі не здійснював евакуаційних рейсів, а використовувався як ремонтна плавбаза.  
У липні 1946-го корабель перевели до Нагасакі, де з жовтня 1946 по березень 1947-го провели його розборку на корабельні компанії Mitsubishi. Секція подвійного дна колишнього крейсера була задіяна як плавучий причал.